# Phrachao Suea
Phrachao Suea (in thailandese พระเจ้าเสือ, nome regale Sanphet VIII พระบาทสมเด็จพระสรรเพชญที่ ๘ o Suriyentharathibodi สมเด็จพระเจ้าสุริเยนทราบด) (Provincia di Phichit, 1661 – Ayutthaya, 1709) è stato dal 1703 al 1709 il 30º sovrano del Regno di Ayutthaya, fondato nel 1350 da Ramathibodi I nei territori dell'odierna Thailandia. Era figlio del predecessore Phetracha, che aveva fondato la dinastia Ban Phlu Luang usurpando il trono alla fine del regno di re Narai. Quando quest'ultimo fu sul letto di morte, Phrachao Suea fu al fianco del padre che guidò la rivoluzione del 1688 facendo uccidere gli eredi di Narai e il primo ministro Constantine Phaulkon, costringendo inoltre alla fuga i francesi, che erano stati per alcuni anni i principali alleati del Siam.
Conosciuto sin da giovane per la sua crudeltà e brutalità, ordinò ai propri sudditi di chiamarlo Phrachao Suea, letteralmente "re Tigre", ma i suoi nomi regali erano Sanphet VIII o Suriyentharathibodi.
La violenza che caratterizzò la rivoluzione del 1688 fu forse la causa delle notizie, probabilmente distorte, riportate nelle antiche cronache di Thonburi e dei primi regni di Rattanakosin, secondo le quali molti monarchi della dinastia Ban Phlu Luang, tra cui lo stesso Phra Chao Suea, furono i responsabili della decadenza che causò la caduta di Ayutthaya nel 1767. Fu comunque la dinastia più longeva del regno.

## Biografia

### Infanzia e famiglia
Considerato universalmente il figlio di re Phetracha, le antiche cronache di Ayutthaya Phongsawadan riportano che fosse figlio di Narai e di una principessa del Regno Lanna, e che Narai l'avesse dato in adozione a Phetracha con la richiesta di allevarlo al pari di un figlio. Si ritiene possibile che le cronache riportassero questa ipotesi per simulare la discendenza reale di Phrachao Suea. Infatti altri passi delle stesse cronache riportano che fosse invece proprio figlio di Phetracha. Phetracha era nato da una famiglia con imprecisate relazioni di sangue con la casa reale di Ayutthaya e la madre lo allattò insieme a Narai, con il quale crebbe come fratello di latte. Il rapporto fraterno continuò anche quando Narai divenne re, Phetracha fece carriera nell'esercito dimostrando il proprio valore in battaglia nella guerra con i birmani e diventando il responsabile del corpo degli elefanti da guerra. Phrachao alla nascita fu chiamato Luang Sorasak.

### Influenza francese durante il regno di Narai
Negli anni ottanta del Seicento emerse ad Ayutthaya la figura dell'avventuriero greco Constantine Phaulkon, che divenne stretto collaboratore di Narai; arrivato come interprete per il phraklang, ministro delle Finanze e del Commercio estero, fece una rapida carriera e mise in cattiva luce le influenti Compagnia inglese e olandese, nonché i potenti mercanti persiani di Ayutthaya. Narai rimase impressionato dalla sua personalità e lo elevò al rango di phraklang facente funzione. In questa veste Phaulkon collaborò con i missionari cattolici francesi presenti nella capitale siamese e fece della Francia il principale interlocutore commerciale, politico e militare del Siam. I missionari francesi si convinsero della possibilità di convertire Narai al cattolicesimo e ottennero a tale scopo aiuti dalla corte francese.
Nel 1685 Narai affidò a Phaulkon l'incarico di guidare la politica estera del regno con l'altissima carica di mahatthai e il titolo di chao phraya. Quello stesso anno fu siglato un trattato che accordò ai francesi diversi privilegi commerciali e che prevedeva il distaccamento di truppe francesi nella ricca Singora. Nel 1687 il Re Sole Luigi XIV di Francia presentò nuove richieste e in settembre arrivò in Siam il corpo di spedizione con 500 soldati, diversi monaci ecc. da lui inviato per assicurarsi che venissero accettate; guarnigioni francesi furono dislocate in porti strategici: quello fluviale di Bangkok, a quel tempo un piccolo villaggio, e quello marittimo di Mergui, sulla costa occidentale della Penisola malese. Narai si sentì inizialmente minacciato ma Phaulkon lo rassicurò disponendo che le truppe francesi fossero impiegate come mercenari al servizio del Siam. Il nuovo trattato fu controfirmato in dicembre da Narai, il quale si augurava che i francesi ostacolassero l'ormai ingombrante influenza della Compagnia olandese delle Indie orientali nell'economia siamese.

### Rivoluzione siamese del 1688

#### Sentimento anti-francese
La folta presenza dei francesi creò un crescente malumore tra gli aristocratici più conservatori. La situazione si complicò per il comportamento arrogante e licenzioso tenuto dai soldati francesi e per il crescente volume d'affari di mercanti privati inglesi, i quali, incoraggiati da Phaulkon, stavano rovinando il mercato ad altre comunità presenti nel Siam. Phaulkon fu considerato il principale responsabile della situazione creatasi, anche per il suo atteggiamento più orientato a favorire gli interessi degli europei che non a servire Narai con scrupolo. Si venne a formare a corte un movimento xenofobo guidato da Phetracha e da Luang Sorasak. Phetracha divenne il più grande rivale di Phaulkon e poté perseguire i propri fini senza essere rovinato dal rapporto di amicizia che legava il greco a Narai, come era successo ad altri ufficiali di corte oppositori di Phaulkon.
Luang Sorasak fu a sua volta durissimo contro Phaulkon; quando questi fece scomunicare i monaci che si erano rifugiati nei monasteri dopo essersi rifiutati di osservare i sei mesi di corvée che erano stati loro imposti, Sorasak, che era un gran difensore del buddhismo, considerò la scelta di Phaulkon un'offesa alla religione e alla sangha e gli ruppe due denti con un pugno.
Anche la sangha, la comunità dei monaci buddhisti, era in apprensione; dal regno di Prasat Thong, il brahmanesimo era tenuto in maggiore considerazione del buddhismo, lo stesso Narai aveva privilegiato le cerimonie dei brahmini e aveva investito poco nella riparazione e costruzione dei templi buddhisti. Aveva inoltre consentito la diffusione dell'islam e del cattolicesimo e si temette che potesse convertirsi a una di queste religioni. I monaci buddhisti ebbero un ruolo attivo nell'armare e organizzare le milizie che avrebbero appoggiato Phetracha nella rivoluzione del 1688. Più in generale, i motivi principali del sentimento anti-straniero furono la paura che gli europei potessero influenzare negativamente la cultura nazionale e che alcuni di essi stessero arricchendosi sfruttando le risorse siamesi senza impegnarsi a rimanere a lungo in Siam per reinvestire i guadagni. È stato inoltre ipotizzato che gli oppositori dei francesi vedessero negativamente il progressivo coinvolgimento del Siam nella politica globale e nei grandi scambi commerciali internazionali e auspicassero il ritorno a un'economia più tradizionale e facile da controllare.

#### Rivoluzione e ascesa al trono di Phetracha
Nel marzo 1688 Narai si ammalò gravemente mentre era nella sua residenza estiva di Louvo, l'odierna Lopburi. Phetracha guidò quindi la cosiddetta rivoluzione del 1688 dopo essersi fatto nominare reggente - contro il parere dell'ormai inerme Narai - dagli ufficiali dell'esercito che lo appoggiavano. Tra i possibili eredi al trono vi erano due fratelli del re e un figlio adottivo, il principe Pi Mom; Phetracha e Luang Sorasak screditarono i due fratelli accusandoli di aver appoggiato una rivolta ad Ayutthaya di immigrati makassaresi. Subito dopo Luang Sorasak entrò con le sue guardie nel palazzo di Pi Mom e lo assassinò personalmente, affermando in seguito di essere entrato a palazzo per arrestarlo e di essere stato costretto a ucciderlo perché gli era stata opposta resistenza. Phetracha fece quindi arrestare Phaulkon con l'accusa di tradimento e dopo un processo sommario lo fece giustiziare il 5 giugno 1688. Narai morì il successivo 11 luglio 1688 e Phetracha usurpò la corona del Siam dopo che i due fratelli del defunto re furono assassinati dalle guardie di Luang Sorasak.
Dopo aver onorato la memoria di Narai organizzando un funerale di Stato, Phetracha fu proclamato re e incoronato il successivo 1º agosto, al suo rientro ad Ayutthaya. Per legittimare il proprio potere, quello stesso giorno sposò la principessa Yothathep, figlia di Narai, che divenne la sua consorte Sudawadi. Il nuovo re fece porre sotto assedio la guarnigione francese a Bangkok, il cui comandante Defarges negoziò la resa e il 13 novembre poté lasciare il Siam con le sue truppe. Inizialmente i missionari francesi furono imprigionati e i cattolici vennero perseguitati ma la situazione ben presto si normalizzò, queste misure furono ritirate e ai missionari fu concesso di continuare le loro attività.

### Erede al trono
Phetracha nominò Luang Sorasak erede al trono con il titolo di Palazzo Davanti. Fin dai primi giorni di regno Phetracha si concentrò nell'eliminare l'opposizione rappresentata dalla vecchia nobiltà fedele a Narai. La prima purga da lui ordinata portò all'esecuzione di 48 di questi nobili e altri trovarono la morte in seguito. In questo modo sparì quasi del tutto un'intera generazione di governanti siamesi e si riaffermarono a corte alte personalità indiane, persiane e, per la prima volta, cinesi. Il regno di Phetracha fu caratterizzato dall'ostilità tra Yothathep, la figlia di Narai che sposò e che gli diede il figlio Khwan, e Luang Sorasak. Entrambi ebbero una propria corte, poterono gestire in autonomia una parte dei commerci del regno e incassare una parte delle imposte.
L'usurpazione del trono portò a una serie di rivolte da parte di governatori delle province che non riconobbero l'autorità di Phetracha, in particolare quelle di Nakhon Si Thammarat, Nakhon Ratchasima (Korat), Pattani, Phatthalung e Kedah. Le rivolte furono soffocate con grandi fatiche, soprattutto la più grande di esse, quella del 1689 capeggiata da Thammathian - un ex servitore di un fratello di Narai fatto uccidere da Phetracha - che radunò un esercito di contadini,  occupò Louvo e attaccò Ayutthaya. Luang Sorasak stava per essere catturato dai rivoltosi, che cinsero d'assedio la capitale; gli scontri durarono alcuni giorni prima che l'esercito siamese riuscisse ad avere la meglio.
In questo periodo tra la popolazione di Ayutthaya si diffuse la credenza che Sorasak avesse poteri soprannaturali, che riuscisse a rendersi invisibile e andasse di notte tra la gente per sentire i loro problemi e che fosse invulnerabile, le leggende che fiorirono sulla sua persona non avevano precedenti nella storia del regno. Fu un periodo di scandali per la dinastia e si diffuse anche la notizia che una sua figlia uscisse di nascosto dal palazzo per dormire con servitori e attori. Quando Sorasak lo venne a sapere la fece punire. Durante il regno del padre fece costruire molti canali attorno ad Ayutthaya per velocizzare l'accesso al mare e gli spostamenti in altre direzioni.
Phetracha inaugurò la tradizione dei re della sua dinastia di visitare le province lontane - forse per ingraziarsi le popolazioni locali dopo la cruenta rivoluzione del 1688 - portandovi il patrocinio regale. In precedenza i re di Ayutthaya si mossero raramente a scopi benefici. Fece la prima visita all'impronta del piede di Buddha di Saraburi, tradizione che si sarebbe ripetuta ogni anno anche con i re che gli succedettero. Per la sua visita a Phitsanulok fece costruire una sala dell'ordinazione, un padiglione e uno stupa. Nello stesso periodo Luang Sorasak fece visita a Phetchaburi.
I mercanti privati inglesi non subirono alcuna ripercussione dopo la rivoluzione del 1688, mentre la Compagnia inglese delle Indie orientali riprese i commerci in Siam ma ben presto si rese conto delle perdite e attorno al 1691 abbandonò Ayutthaya. La Compagnia olandese, caduta in disgrazia durante il regno di Narai, firmò subito un nuovo trattato con Phetracha appena questi divenne re ma a sua volta non ebbe il ritorno economico che si aspettava e che gli garantiva invece il mercato di Batavia. Rimase in Siam ma ridusse il volume di affari fino a limitarsi all'acquisto di riso siamese per i possedimenti indonesiani. Vi fu invece un sensibile aumento della immigrazione di cinesi in Siam, e Phetracha nominò un cinese facente funzioni del phraklang. Durante il suo regno si infittirono i traffici commerciali con il sud della Cina, iniziati negli ultimi anni di Narai e moltiplicatisi nei regni dei suoi successori.
Nella seconda metà degli anni novanta Sorasak cadde in disgrazia e si arrivò a pensare che fosse lui ad aver organizzato la rivolta di Korat. Nel 1699 sua moglie morì, sua madre si ammalò e si sparse la voce che anche lui era morto. Quando nel 1702 sposò una principessa di Lan Xang, circolò la voce che nel periodo in cui lo si credeva morto era a Lan Xang. In quel periodo il suo comportamento divenne più umano, tornò nelle grazie del padre e finì per essere rispettato dalla popolazione, che in precedenza l'aveva temuto molto.

### Ascesa al trono
Phetracha crebbe con cura il figlio che ebbe da Yothathep, Khwan, insegnandogli come gestire gli affari di stato e tenendolo lontano dal violento Sorasak. Gli assegnò anche una corte, delle guardie personali e una parte dei proventi delle tasse. Anche Sorasak ebbe grande autonomia, ad esempio le sue giunche personali commerciavano con Cina, India e Batavia. Phetracha si ammalò gravemente e Yothathep radunò i propri sostenitori per favorire l'ascesa al trono del figlio Khwan. Sorasak venne a sua volta a sapere dell'imminente morte di Phetracha e fece circondare il palazzo reale da 3 000 delle sue truppe. Il re tentò di fargli promettere che non avrebbe fatto del male a Khwan e morì il 5 febbraio 1703.
Sorasak prese subito il potere neutralizzando gli alleati più potenti di Yothathep e di Khwan e si fece incoronare re dalla principessa Yothathip, una sorella di Narai diventata monaca, con i nomi regali Sanphet VIII o Suriyenthrathibodi, ma lui chiese ai sudditi di chiamarlo Phrachao Suea, "re Tigre". Yothathep organizzò il suo assassinio ma il complotto fu scoperto e Phrachao Suea fece uccidere Khwan con il tradizionale metodo riservato ai membri della famiglia reale siamese, chiuso in un sacco di velluto e bastonato a morte con legno di sandalo. Phrachao Suea espose quindi in pubblico i resti di Khwan prima di farlo sotterrare al Wat Khok Phraya. Yothathep si rifugiò dalla zia Yothathip, che convinse Phrachao Suea a risparmiarle la vita. La privò comunque del titolo di regina e dei beni, mentre gli altri che avevano cospirato ai suoi danni furono assassinati e i loro parenti venduti come schiavi. Morirono così gli ultimi membri della dinastia Phrasat Thong, dopo che gli altri membri erano stati fatti uccidere da Phetracha a partire dal 1688.

### Regno
Quando salì al trono, Phrachao Suea aveva una pessima fama tra gli stranieri che conoscevano il Siam. I francesi lo temevano come anti-cristiano e per la sua crudeltà. Gli olandesi diffusero la notizia che gli piaceva accoppiarsi con ragazzine molto giovani, spesso in età preadolescenziale, usando loro anche violenza, come era successo con alcune ragazzine che lavoravano per la Compagnia olandese. Se una ragazza lo faceva contento lui la copriva di ogni ricchezza, mentre uccideva quelle che non lo soddisfacevano. Furono viste con regolarità le bare delle sventurate che uscivano morte dal palazzo reale. Era anche dedito a un consumo eccessivo di alcol e quando usciva con una donna che provocava uno sbandamento dell'imbarcazione su cui si trovavano, lui la buttava in acqua e la lasciava annegare. Prese anche l'abitudine di accoppiarsi con le mogli dei funzionari del regno.
Il suo breve regno fu pacifico dal punto di vista politico, e le rivolte degli anni precedenti non si ripeterono. Nominò i figli principi Phet e Phon eredi al trono, con la precedenza a Phet che era il figlio maggiore. Un periodo di sei mesi senza piogge portò carestia e malattie, si trovava poco da mangiare e il prezzo del riso raggiunse prezzi proibitivi per il popolo. Si formò sulle acque dei fiumi una patina verdastra di limo che provocò la morte dei pesci. Re Suea annunciò di aver ricevuto un messaggio divino secondo cui il limo verdastro avrebbe curato tutte le malattie. I popolani cominciarono a spalmarselo ed ebbero inizio 15 giorni di piogge. Tra le grandi passioni del re vi furono la caccia e soprattutto la Muay Thai, la boxe thailandese, di cui fu un buon pugile. Contribuì a diffonderla in tutto il Paese, fondò il Dipartimento reale di boxe e introdusse inoltre nuove tecniche di combattimento.
Fu particolarmente duro con gli olandesi, al contrario del padre che li volle come alleati. Non rinnovò il trattato con la Compagnia olandese, ne contestò i privilegi e chiese che rispettasse le regole e soprattutto la giurisdizione siamese, cosa impossibile da accettare. Nel suo resoconto del 1705, il capo della Compagnia olandese scrisse che i mancati affari in Siam dipesero dai sospetti che Phrachao Suea nutriva ancora verso gli europei, ma che avrebbe dovuto fare concessioni in quanto gli olandesi potevano garantire protezione alle navi siamesi dirette all'estero. Fu invece negato al commissario generale proveniente dall'Olanda di vedere il re e nel 1706 la Compagnia dovette andarsene dal Siam, fu inoltre vietato agli olandesi l'acquisto di riso per le colonie indonesiane. Verso la fine del suo regno, Phrachao Suea fece nuove concessioni agli olandesi, ai quali però non furono mai più riservati i privilegi che avevano avuto in passato.

### Successione
Phrachao Suea morì nel 1709 e la successione al trono fu pacifica, cosa che non avveniva dal 1605 quando Ekathotsarot succedette al fratello Naresuan. Salì al trono, come stabilito, il figlio maggiore principe Phet, che prese il nome Thai Sa. Anche il regno di Thai Sa fu relativamente stabile, e scoppiò invece una guerra civile quando nel 1732 gli succedette il fratello principe Phon, secondo figlio di re Suea, che prese il nome Borommakot.